# Marathon van Houston 2005
De marathon van Houston 2005 vond plaats op zondag 16 januari 2005. Het was de 33e editie van deze marathon. De hoofdsponsor van het evenement was HP.
De marathon werd bij de mannen gewonnen door de Keniaan David Cheruiyot in 2:14.50. Hij had 26 seconden voorsprong op de Oekraïner Andrej Naumov, die in 2:15.16 over de finish kwam. Bij de vrouwen won de Amerikaanse Kelly Keane met overwicht de wedstrijd in 2:32.27. Zowel de eerste man als de eerste vrouw ontvingen $10.000 aan prijzengeld.
In totaal finishten 5718 lopers de wedstrijd, waarvan 3706 mannen en 2012 vrouwen.

## Uitslagen

### Mannen
| rang   | naam                | land | tijd    |
| ------ | ------------------- | ---- | ------- |
| Goud   | David Cheruiyot     | KEN  | 2:14.50 |
| Zilver | Andrej Naumov       | UKR  | 2:15.16 |
| Brons  | Marek Jaroszewski   | POL  | 2:15.34 |
| 4      | Dmitriy Burmakin    | RUS  | 2:22.13 |
| 5      | Tesfaye Eticha      | ETH  | 2:24.57 |
| 6      | Retta Feyissa       | ETH  | 2:27.40 |
| 7      | Gabriel Rodriguez   | USA  | 2:31.18 |
| 8      | Vaugh Gibbs         | USA  | 2:32.01 |
| 9      | Michael Defee       | USA  | 2:32.18 |
| 10     | Kyle Fredin         | USA  | 2:34.09 |
| 11     | Joe Flores          | USA  | 2:35.03 |
| 16     | Christopher Toepfer | USA  | 2:37.43 |
| 17     | Jussi Utriainen     | FIN  | 2:38.06 |

### Vrouwen
| rang   | naam                  | land | tijd    |
| ------ | --------------------- | ---- | ------- |
| Goud   | Kelly Keane           | USA  | 2:32.27 |
| Zilver | Wioletta Kryza        | POL  | 2:35.25 |
| Brons  | Kay Ulrich            | NZL  | 2:39.08 |
| 4      | Maria-Cleoce Portilla | PER  | 2:40.59 |
| 5      | Magdalini Karimali    | GRE  | 2:45.29 |
| 6      | Valentina Poltavskaya | UKR  | 2:47.10 |
| 7      | Valerie Friedman      | USA  | 2:58.05 |
| 8      | Caroline Burum        | UAS  | 2:58.09 |
| 9      | Allison Lecompte      | USA  | 3:00.13 |
| 10     | Diana Hirst           | USA  | 3:00.33 |

1972 ·
1973 ·
1974  ·
1975 ·
1976 ·
1977 ·
1978 ·
1979 ·
1980 ·
1981 ·
1982 ·
1983 ·
1984 ·
1985 ·
1986 ·
1987 ·
1988 ·
1989 ·
1990 ·
1991 ·
1992 ·
1993 ·
1994 ·
1995 ·
1996 ·
1997 ·
1998 ·
1999 ·
2000 ·
2001 ·
2002 ·
2003 ·
2004 ·
2005 ·
2006 ·
2007 ·
2008 ·
2009 ·
2010 ·
2011 ·
2012 ·
2013 ·
2014 ·
2015 ·
2016 ·
2017